# オープニングアニメーション
オープニングアニメーションとは、映画・テレビアニメ・ゲームなどの映像作品やイベントなどのオープニング用のアニメーションのこと。略書は「OPアニメ」。

## テレビアニメ

### 日本国内
日本国内でのオープニングアニメは例外を除き、60秒から90秒前後の時間で作られることが多い。楽曲自体については主題歌およびアニメソングを参照。
ほとんどの場合は作品自体の世界観や雰囲気などを伝えることが目的で、本編とは別にオープニング用に特別に作られたアニメーションが多く用いられる。しかし、本編より先行して製作される場合もあるため、本編のイメージとは異なる場合もある。
話が進んで本編の内容が変化するにつれ、一部のカットが差し替えられたり完全に新しい曲に変更される場合もある。また、アニメ自体の制作進行の遅れからオープニングアニメーションが完成するまで数話を要することもある。作品の初回や最終回において、最初にオープニングアニメが挿入されずにエンディングに用いられることもある。
テレビシリーズの放送と同時期に劇場版が公開される場合、それに合わせてオープニングアニメの一部または全部を劇場版のダイジェストに差し替えるケースもある。
深夜アニメがほとんどだが、2000年代から子供向けアニメを除き、主題歌の歌詞テロップは表示されなくなっている。
様々な事情を抱えていたり、有名になったオープニングアニメーションの例としては以下のようなものがある。
海のトリトン
第6話までは、オープニングアニメーションがまだ完成してはおらず、海底の実写映像を使用した。
宇宙戦艦ヤマト
イントロの部分が異なっていたり、アニメーションが異なっていた。
蒼き流星SPTレイズナー
オープニングが途中で一旦停止し、その回のハイライトシーンが数秒間挿入されるという、かなり特殊な演出がある。
新世紀エヴァンゲリオン
「フラッシュカット」を多用した楽曲のリズムに同期した演出がなされ、話題となった。その後は多くのアニメ・ドラマ作品にて同様の演出がなされることとなり、今では基本テクニックの一つとなっている。
EAT-MAN（1997年）
当時黎明期にあった深夜枠の低予算アニメで、オープニングアニメは最初と最後の1カットずつ以外は主題歌が流れる中で主要スタッフの名前がただ入れ替わり表示されるだけ、エンディングも黒バックにスタッフロールが流れるだけという、徹底的に簡略化されたものであった。
ロスト・ユニバース
放送版（シリーズ前半）のオープニングアニメ中に「UNDER CONSTRUCTION」・「只今、作業中」などといったカットがあり、間に合わなかったことが明示されている。
宇宙のステルヴィア
本編カットをつなぎ合わせただけのオープニングアニメを使用していた。
彼氏彼女の事情
第6話までオープニングが存在しなかった。
REC
これをはじめとするシャフトアニメは第1話から第3話がクレジットのみの簡素なもので、その後改良される。
デジモンテイマーズ
全51話中、第3クールが始まる第26話からは第1・2クールでオープニングアニメの中で「影」として演出されていたデジモンの進化後の姿・登場人物の影が無くなり、正体が明かされた。
同様の手法は『デジモンセイバーズ』でも採られている。
ポケットモンスターシリーズ
登場人物がポケモンをゲットする・進化させる、あるいは何らかの事情で別れる際にアニメが変更されることがある。ただし細かい部分にまで至るものもあり、一見して区別のつかないような変化の仕方も多い。
遊☆戯☆王5D's
主要なモンスターカードが作中に登場するまでは白ないし黒のシルエットで覆われ、登場以降の回のオープニングではその姿がはっきりと映し出されるように変更された。
ジョジョの奇妙な冒険
原作既読者なら一見して分かるほど大量の作中ネタが仕込まれており、さらにコマ送りなどを駆使しないと分からないようなものまである。2nd Seasonの終盤には、作中の展開に合わせアニメが一旦止まるという演出がされた。同様に3rd Seasonの終盤でも映像が逆再生されるような演出がある。4th Seasonの終盤ではイタリア語の歌詞とともにカットされたシーンの中が描写される演出がある。
また、最終回のみアニメに効果音が入るというのがシリーズの伝統になっている。

### アメリカ
アメリカにおいては、オープニングアニメーションはさほど重要な扱いではなく、アイキャッチを長くしたものとしてとらえられている。そのため、ほとんどが30秒から60秒前後である。これは、日本から輸入されたアニメにも同じことが言え、アメリカ国内で放送するために変更されていることが多い。そのため尺が合わず、すべてオリジナルのテーマソングに吹き替え、映像は早送りされたり全体的に変更されることがある。遊戯王シリーズを例に挙げると遊戯王デュエルモンスターズでは本編のカットを繋ぎ合わせたものと日本版オープニングの映像を混ぜ合わせたものが使用され、曲もオリジナルのものに変更された。そして遊戯王デュエルモンスターズGX第一期では日本版の曲を3倍速で流したものにオリジナル主題歌を組み込んだものに変更された。しかし、日本版の曲を吹き替えずに歌詞などのテロップを消去したものを流す場合もある。
また、アニメーション自体は輸入・自国制作関係なく、本編の映像を多用する。例として、『デジモンフロンティア』では、第1話から使用されるOPアニメに最終回のカットを使っているというものがある。

### 中東諸国（アラビア語圏）
中東諸国では、オープニングテーマの歌詞テロップもオープニングアニメの一つとして扱われ、作品の雰囲気に合わせたフォントを使用し、歌詞を出すときのエフェクトにも工夫がなされている。
また、宗教上の理由から本編自体に改変がなされている場合は、矛盾のないようにオープニングアニメにも手が加えられている。そして、輸入して放送する際に、タイトルを変えることが多い。たとえば、アメリカのテレビアニメ、「アニマニアックス(Animaniacs)」は、「道化師(الضاحكون)」になっている。その際に、原作のロゴが出たカットを削除し、本編の中からあまり意味のない（場面転換のシーン）カットを抜き出してそこで埋めることもある。ただし、改変された場面以外は原作と同じカットを使用している。

### イタリア
イタリアでは、90秒から150秒のかなり広い枠でオープニングアニメを制作している。輸入アニメの場合、オリジナル曲に変更してから放送するため、オープニングアニメ自体にも変更が加えられる。ただし、アメリカと違って本編はほとんど使わずに、原作で使用されたものを入れ替えたり、本篇のネタばれにならないようなカットを挿入して穴埋めをする。

### その他
イギリス
英語圏であるためか、ほとんどがアメリカ版のものをスタッフロールに至るまでそのまま流用している。基本的に例外はあまりない。逆パターン（イギリス→アメリカ）の場合も同じである。
スペイン
スペインではオープニングの尺は明確には決まっておらず、作品によって英語版主題歌を吹き替えたものを使用するか、オープニング尺の違う日本版の主題歌を吹き替える場合もあるなど明確に定まっていない。
フランス
基本的に日本版準拠だが、『アルプスの少女ハイジ』では独自製作の主題歌を放映した。ちなみに同アニメではイタリアやドイツも独自製作の主題歌を放映している。また、「遊戯王シリーズ」ではアメリカ版の主題歌を吹き替えたものを放送した。
ドイツ
アジア諸国と同じく日本版のものをそのまま吹き替えたものを放送している。イタリアのようなオリジナル主題歌は前述のハイジ以外はほとんど使用されない。また、世界名作劇場では原曲そのままの主題歌と映像、スタッフロールに至るまですべて流用したものを用いた。
香港・台湾
基本的に、原作と同じオープニングアニメを使用する。ただし、日本のアニメを輸入して放送する際は、歌詞のテロップはぼかしたり、上から帯を敷いて隠すなどしてからそれぞれの言語のテロップを付ける。特に台湾では、放送開始後ある一定の期間までは、「原作そのままの曲＋北京語の歌詞テロップ」という方式で放送し、その期間が過ぎれば曲は北京語になる。ただし、香港では最初から広東語の曲を使用している。
韓国
日本とは違う楽曲を使用し、オープニングアニメもすべて変更することが多い。ただ、魔法少女リリカルなのはでは日本語版の主題歌を吹き替えたものを放映した。尺は約60秒から100秒ほどでほぼ日本と同程度の尺である。

## ゲーム
ゲームの場合、大別すると、ゲームを始める前に表示される演出画面（→オープニングデモを参照）、ゲームを最初から始めたときに表示される演出（一般的にこちらがゲームにおけるオープニングアニメーションと呼ばれる）、ゲーム開始後のプロローグ部分が終わり本編が開始される前に挿入されるパターンなどがある。 
ゲームのオープニングアニメは当初、ゲーム機のメモリの制約からドット絵や電子音などの非常にチープなものだったが、ゲーム機の性能が上がるにつれ（特にプレイステーション以後）3Dグラフィックに音楽がつくようなり、テレビアニメと遜色がないほどのオープニングアニメーションが出現した。さらにゲーム機の性能が上がった結果、今では実写と見間違うほどの出来のものもある（ファイナルファンタジーなど）。
しかし、頑なに2Dアニメやドットにこだわるゲームもわずかながらに存在する（テイルズ オブ シリーズなど。同シリーズの場合はアニメーションはProduction I.Gによるもので、オープニングアニメは近年の作品では前述の2種類は両者存在する）。

## オープニングテーマ
オープニングアニメと同期して流れる曲を指す。基本的に主題歌が多いが、稀にイントロの音楽のみのテーマも存在する。アニメソングの項目も参照。
- 1970年代以前
  - 1970年代までは、多くのアニメ作品では、作品オリジナルのアニメソングが作られるのが一般的であった。
- 1980年代以降
  - 1970年代後半から1980年代序盤の時期にテレビまんがからアニメーションと呼称が変わり、主題歌もオリコンに登場するようなアイドルや、新人ミュージシャンなどが採用されるようになった。結果として、アーティストのプロモーションビデオの一環として使用されている。
- 2000年代
  - ゲーム機の高機能化・大容量化により、オープニング曲・オープニングアニメを持ったゲームが、次々に発売された。中には、3DCGなどの技術をフル活用している作品もある。

## イベント
アニメーションに関連の深いイベントなどにはそのイベントのためだけの短編オープニングアニメーションが制作されることがある。1981年の第20回日本SF大会・DAICON3にて自主制作の枠を超えたハイレベルな作品が制作され、その後一時期、イベントでのオープニングアニメーション制作が流行し、それらの作品を集めたビデオが市販されていたこともあった。
その中でも1983年の第22回日本SF大会・DAICON4のオープニングアニメーションはアニメ誌がカラーページで取り上げるほどで、2005年に放送されたテレビドラマ「電車男」のオープニングは、この作品のオマージュである。